# Governatorato di Roma
Nell'Italia fascista, il governatorato di Roma era l'ente locale che amministrava la capitale, Roma.
Il governatore di Roma, oltre a ricoprire i poteri propri del podestà, fu investito anche di alcune competenze tipiche dell'amministrazione provinciale e statale. Il governatorato aveva sede principale in Campidoglio (a Palazzo Senatorio, con altri uffici in Palazzo Caffarelli).

## Storia
Il 7 marzo 1923 il Gran consiglio del fascismo approvava un progetto di riordinamento della capitale d'Italia, che prevedeva l'istituzione di "un organo di carattere statale con scopi e funzioni municipali". La definitiva trasformazione del comune di Roma in governatorato (questa la denominazione scelta) avvenne con il regio decreto-legge n. 1949 del 28 ottobre 1925, cui seguì il disegno di legge di conversione del successivo 21 novembre.
Con una cerimonia in Campidoglio, il 31 dicembre 1925, fu insediato il primo governatore: Filippo Cremonesi, già sindaco e commissario straordinario del Comune di Roma. Il governatorato entrò in funzione il 1º gennaio 1926 ed era alle dirette dipendenze del capo del governo.
L'ente fu soppresso con il decreto legislativo luogotenenziale n. 426 del 17 novembre 1944 e cessò di esistere definitivamente il 20 gennaio 1945, quando fu sostituito dal ripristinato comune di Roma.
Ebbe una propria rivista ufficiale, Capitolium.

## Funzioni e poteri
Il governatore, scelto tra i funzionari dello Stato, era nominato con regio decreto su proposta del ministro dell'interno previa deliberazione del Consiglio dei ministri; era ente dotato di personalità giuridica (il Governatorato di Roma), al quale era affidata l'amministrazione cittadina della capitale.
Al governatore, oltre a tutti i poteri spettanti negli altri comuni al podestà, potevano essere deferite, tramite regio decreto, su proposta del ministro dell’interno di concerto con quello delle finanze e sentito il Consiglio di Stato, talune funzioni che, svolte nella sua circoscrizione, rientravano nelle competenze dell’amministrazione della provincia o dello Stato.
L'organizzazione definitiva del Governatorato si ebbe con la legge 6 dicembre 1928 n. 2702, con la quale furono ridotti da ottanta a dodici i consultori e soppressi i dieci rettori e il magistrato di Roma.

## Organi
Il governatorato di Roma era composto da:
- governatore
- due vicegovernatori (uno dal 1928)
- dieci rettori (soppressi nel 1928)
- ottanta consultori (facenti parte della Consulta di Roma - mai convocata), dodici dal 1928
- il magistrato di Roma (soppresso nel 1928)

## Governatori
| Nº | Nº | Nome                              | Mandato           | Mandato           | Partito                       | Carica                    |
| Nº | Nº | Nome                              | Inizio            | Fine              | Partito                       | Carica                    |
| -- | -- | --------------------------------- | ----------------- | ----------------- | ----------------------------- | ------------------------- |
| 1  |    | Filippo Cremonesi                 | 1 gennaio 1926    | 9 dicembre 1926   | Partito Nazionale Fascista    | Governatore               |
| 2  |    | Ludovico Spada Veralli Potenziani | 9 dicembre 1926   | 13 settembre 1928 | Partito Nazionale Fascista    | Governatore               |
| 3  |    | Francesco Boncompagni Ludovisi    | 13 settembre 1928 | 23 gennaio 1935   | Partito Nazionale Fascista    | Governatore               |
| 4  |    | Giuseppe Bottai                   | 23 gennaio 1935   | 15 novembre 1936  | Partito Nazionale Fascista    | Governatore               |
| 5  |    | Piero Colonna                     | 15 novembre 1936  | 24 agosto 1939    | Partito Nazionale Fascista    | Governatore               |
| 6  |    | Giangiacomo Borghese              | 30 agosto 1939    | 21 agosto 1943    | Partito Nazionale Fascista    | Governatore               |
| —  |    | Riccardo Motta                    | 21 agosto 1943    | 5 gennaio 1944    | —                             | Commissario straordinario |
| 7  |    | Giovanni Orgera                   | 6 gennaio 1944    | 3 giugno 1944     | Partito Fascista Repubblicano | Governatore               |